# Hallianthus planus
Hallianthus es un género monotípico de plantas suculentas perteneciente a la familia Aizoaceae. Su única especie: Hallianthus planus  (L.Bolus) H.E.K.Hartmann, es originaria de Sudáfrica.

## Descripción
Es una pequeña planta suculenta perennifolia que alcanza un tamaño de 15 cm de altura a una altitud de 1200 metros en Sudáfrica.

## Taxonomía
El género fue descrito por la botánica alemana, Heidrun Elsbeth Klara Osterwald Hartmann y publicado en Boletin de la Sociedad Cubana de Orquideas 104(1): 167, en el año 1983. La especie: Hallianthus planus fue descrita por (L.Bolus) H.E.K.Hartmann y publicado en Botanische Jahrbücher für Systematik, Pflanzengeschichte und Pflanzengeographie 104(1): 167. 1983.
Sinonimia
- Mesembryanthemum planum L.Bolus (1925)
- Leipoldtia plana (L.Bolus) L.Bolus (1927)
- Leipoldtia compressa var. compressa (1930)
- Leipoldtia compressa L.Bolus (1930)
- Leipoldtia compressa var. lekkersingensis L.Bolus[3][4]